# Tetraglochin tragacantha
Tetraglochin tragacantha là loài thực vật có hoa trong họ Hoa hồng. Loài này được Rothm. miêu tả khoa học đầu tiên năm 1939.